# 常乃寺
常乃寺，位于西藏自治区拉萨市堆龙德庆区马乡，是一座藏传佛教寺院。

## 简介
常乃寺位于堆龙德庆区马乡。
2012年，堆龙德庆县实施了顶嘎寺、邱桑寺、其美龙寺、热果寺、措麦寺、乃朗寺、楚布寺、觉木隆寺8座寺院管理委员会综合用房建设工程，以及顶嘎寺、常乃寺、巴普寺、尼玛塘寺、桑古寺5座寺院的公路（桥涵）通达工程。